# Firefly Alpha
Alpha är en tvåstegsraket som utvecklats av det amerikanska rymdföretaget Firefly Space Systems  och senare av Firefly Aerospace för den kommersiella kubsatellit-marknaden.
Första uppskjutningen gjordes den 3 september 2021.

## Design

### Första steget
Steget har en diameter på 1,82 m och drivs av 4 st Reaver 1-raketmotorer. I början av utvecklingsarbetet var raketsteget byggt runt en Aerospike-raketmotor.

### Andra steget
Steget har en diameter på 1,82 m och drivs av 1 st Lightning 1-raketmotorer.

## Uppskjutningar
| Nr | Datum (UTC) | Uppskjutningsplats | Nyttolast | Kund | Omloppsbana                     | Utförande     |
| -- | --- | ------------------ | --- | --- | ------------------------------- | ------------- |
| 1  | 3 september 2021, 01:59 | Vandenberg SLC-2W  | BSS1, CRESST DREAM COMET, Firefly Capsule 1, PICOBUS (6 PocketQubes), Hiapo, NPS-CENETIX-Orbital 1, Spinnaker3, TIS Serenity | Benchmark Space, University of Cambridge, Firefly, Libre Space Foundation, Fossa Systems, Hawaii Science and Technology Museum, AT&T/NPS, Purdue University, Teachers in Space, Inc., mm... | 300 km 137°                     | Misslyckad    |
| 1  | Drygt 2 minuter efter uppskjutningen började raketen brytas sönder och man tvingades förstöra raketen. Enligt obekräftade uppgifter förlorade man en av förstastegets raketmotorer strax efter uppskjutningen. |                    | | |                                 |               |
| 2  | 1 oktober 2022, 07:01 | Vandenberg SLC-2W  | TechEdSat-15 (TES-15), TIS Serenity, PICOBUS (5x PocketQubes)                                                                | NASA Ames, SJSU, Teachers in Space, Inc., Libre Space Foundation, Fossa Systems, AMSAT-EA                                                                                                   | 219 x 279 km 137° (300 km 137°) | Delvis lyckad |
| 2  | Raketen placerade lasten i en lägre omloppsbana än planerat. |                    | | |                                 |               |
| 3  | 15 september 2023, 02:28 | Vandenberg SLC-2W  | Victus Nox | Space Systems Command | SSO                             | Lyckad        |
| 3  | Första lyckade uppskjutningen |                    | | |                                 |               |
| 4  | 22 december 2023, 17:32 | Vandenberg SLC-2W  | Tantrum | Lockheed Martin | LEO                             | Delvis lyckad |
| 4  | Raketen placerade lasten i en lägre omloppsbana än planerat. Satelliten brann upp i jordens atmosfär den 10 februari 2024.                                                                                     |                    | | |                                 |               |
| 5  | 4 juli 2024, 04:04 | Vandenberg SLC-2W  | VCLS Demo-2FB | NASA | SSO                             | Lyckad        |
| 5  | Lasten bestod av 8 CubeSats |                    | | |                                 |               |
| 6  | 29 april 2025, 13:37 | Vandenberg SLC-2W  | LM 400 Demo | Lockheed Martin | LEO                             | Misslyckad    |
| 6  | När raketens första steg separerade, skadades andra stegets raketmotor. Raketmotorns dragkraft minskade kraftigt lasten nåde aldrig en stabil omloppsbana.                                                     |                    | | |                                 |               |